# Vialonga (insecto)
Vialonga es un género de polillas de la subfamilia Tortricinae, familia Tortricidae. Se encuentran en África.

## Especies
- Vialonga pallior Diakonoff, 1960
- Vialonga polyantha Diakonoff, 1960